# Marco Verratti
Marco Verratti (Pescara, 5 novembre 1992) è un calciatore italiano, centrocampista dell'Al-Duhail.
Ha vinto il Campionato europeo di calcio 2020 con l'Italia.
Considerato tra i migliori talenti europei della sua generazione, all'inizio della carriera è stato spesso paragonato ad Andrea Pirlo.
Ha legato gran parte della sua carriera al Paris Saint-Germain, squadra con la quale ha conquistato 30 trofei (9 campionati francesi, 6 coppa di Francia, 6 coppa di Lega francese e 9 Supercoppe). In quest'ultima competizione detiene anche il record di presenze (9). Inoltre è il terzo giocatore con più presenze (416) nella storia del club parigino, dietro soltanto a Jean-Marc Pilorget e Marquinhos.
È stato il terzo giocatore nella storia della nazionale Italiana, dopo Raffaele Costantino e Massimo Maccarone, ad aver ricevuto la prima convocazione senza aver fino ad allora esordito in Serie A. Assieme a Grifo e Gnonto, in più, è l'unico del lotto a non aver mai giocato in Serie A (al 2025).

## Biografia
Nato a Pescara, è cresciuto a Manoppello. Dopo aver avuto due figli insieme all’ex moglie, dopo il campionato d'Europa 2020 si è sposato con la modella Jessica Aidi a Neuilly-sur-Seine.
Ha una tenuta a Santa Maria Arabona, vicino Manoppello, con allevamento di cavalli, centro sportivo e un’azienda agricola gestita dalla famiglia. A Parigi invece è proprietario di un ristorante italiano vicino agli Champs-Elysees.
Dal 11 giugno 2025 è  co-proprietario al 50% del Pescara calcio.

## Caratteristiche tecniche
(Xavi parlando di Verratti nel 2015.)
Centrocampista completo, è un regista tecnico, reattivo e molto agile, dotato di ottime qualità nel proteggere il pallone e di un dribbling fulmineo, spesso integrato con improvvise finte con le quali disorienta l'avversario, eseguendo diversi passaggi in pochissimo tempo e fornendo assist per i compagni di squadra. Di statura minuta, è dotato di ottimo palleggio, qualità che gli consente di dettare i tempi ed impostare l'azione. Grazie alla sua duttilità, è in grado di ricoprire svariati ruoli, quali il trequartista, il centrocampista puro o il regista davanti alla difesa, posizione che ha iniziato a ricoprire durante la sua militanza nel Pescara, guidato da Zdeněk Zeman.
Si è reso protagonista di una veloce maturazione che ne ha fatto, a poco più di vent'anni, uno dei migliori centrocampisti del panorama internazionale. A livello atletico, è molto rapido nei movimenti, esibendo un mix tra efficacia e fisicità, pur non disponendo di un fisico imponente; dimostra, inoltre, pulizia nei tocchi di palla, tempismo nei contrasti, il tutto unito ad una buona dose di carisma, grinta e personalità in campo. Avvezzo a giocate tanto efficaci quanto rischiose, ha dichiarato di ispirarsi ad Andrea Pirlo e Alessandro Del Piero.

## Carriera

### Club

#### Gli inizi
Gran parte della carriera giovanile è avvenuta nelle società calcistiche del proprio comune. La prima squadra a tesserarlo è stata quella del Manoppello, storica compagine della cittadina pescarese confluita nel 2001 nel neonato Manoppello Arabona, club istituito con l'intenzione di unire sotto un'unica bandiera le società calcistiche manoppellesi.

#### Pescara

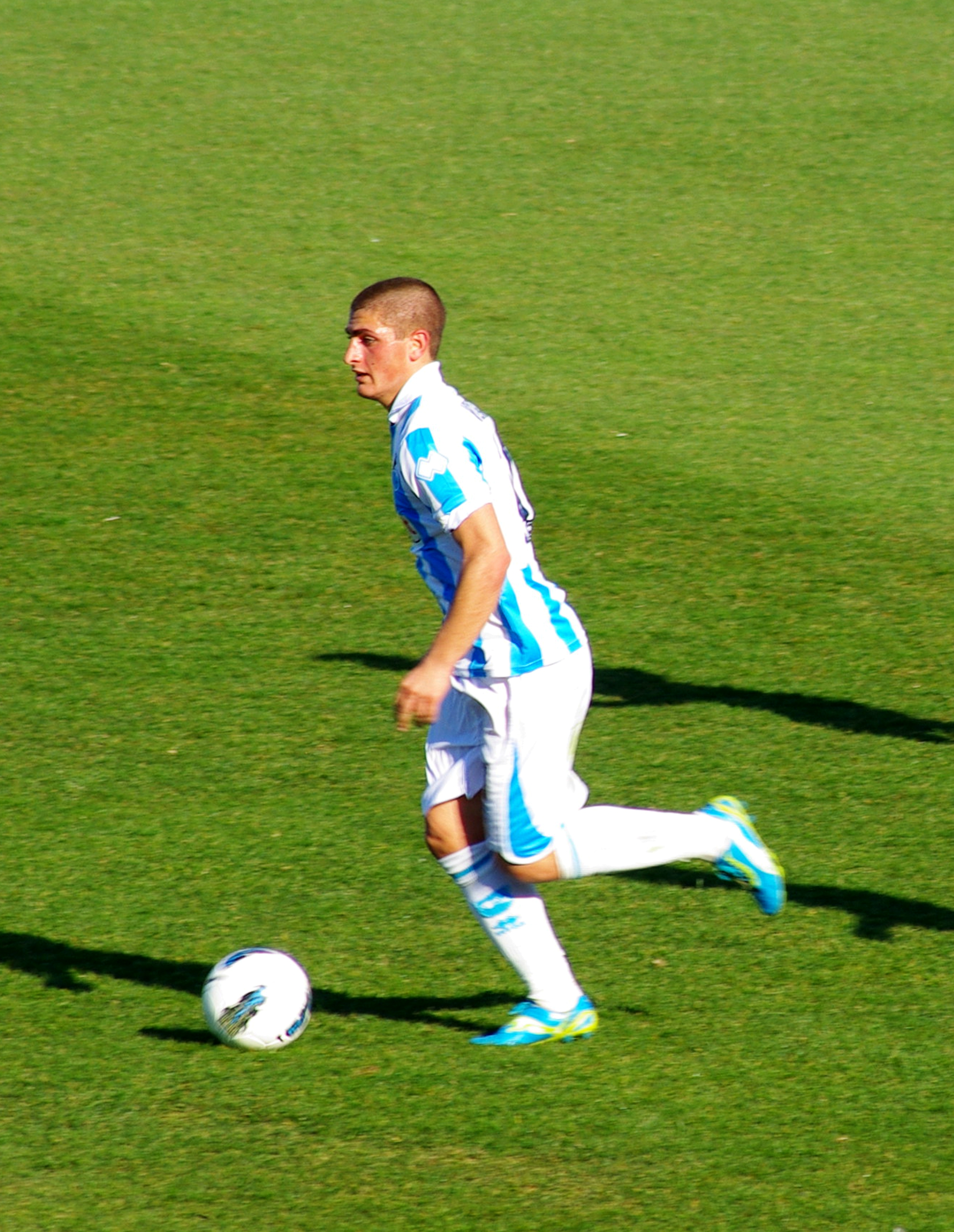
Verratti nel Pescara

Nel 2006 cambia maglia, senza allontanarsi troppo da casa: passa infatti nel settore Esordienti del Pescara nella stagione 2006-2007.
Grazie all'allenatore Giuseppe Galderisi, il 9 agosto 2008 arriva il precoce debutto di Verratti in prima squadra, all'età di 15 anni e 9 mesi, nella partita Mezzocorona-Pescara (0-2) di Coppa Italia. Esordisce in Prima Divisione il 31 agosto, alla prima giornata, schierato titolare con la maglia numero 10 nella partita Crotone-Pescara (2-0). Ottiene 10 presenze complessive nella sua prima stagione da professionista.
Nella stagione seguente realizza il suo primo gol da professionista il 9 agosto 2009, nella partita Pescara-Sangiustinese (3-2) valida per la Coppa Italia Lega Pro. Il 24 agosto, alla prima giornata, realizza il suo primo gol in campionato, nella partita contro il Rimini (2-0) disputata allo stadio Adriatico. Verratti ottiene 8 presenze con l'allenatore Antonello Cuccureddu e il Pescara consegue la promozione in Serie B dopo la vittoria dei play-off.
Nella stagione 2010-2011 esordisce in Serie B e diventa titolare sotto la gestione del tecnico Di Francesco, che lo impiega in 28 occasioni in campionato. Realizza la sua prima rete in Serie B il 29 maggio 2011, nella partita contro il Cittadella.
Nella stagione successiva Il Pescara ingaggia l'allenatore Zdeněk Zeman, che utilizza uno schema di gioco molto offensivo, che non prevede, però, il ruolo di trequartista. A Verratti viene affidata la regia della squadra come centrocampista davanti alla difesa. Con il Pescara vince da protagonista il campionato di Serie B 2011-2012, ottenendo la promozione in Serie A.

#### Paris Saint-Germain

##### 2012-2015

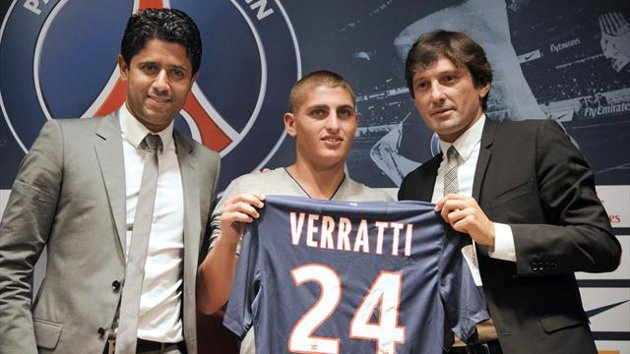
La presentazione di Verratti al, assieme al presidente Nasser Al-Khelaïfi e al direttore sportivo Leonardo

Il 18 luglio 2012 viene formalizzato il passaggio del giocatore al club francese del Paris Saint-Germain per la cifra di 12 milioni di euro; ed il giocatore ha scelto di indossare la maglia numero 24.
Fa il suo esordio in Ligue 1 il 14 settembre 2012, a 19 anni, giocando titolare la gara casalinga vinta contro il Tolosa e servendo l'assist per il gol del momentaneo 1-0 di Pastore. Il 18 settembre successivo debutta in UEFA Champions League, giocando titolare la sfida contro la Dinamo Kiev. Utilizzato dal tecnico Carlo Ancelotti sempre più frequentemente, Verratti si guadagna in breve tempo un proprio spazio nell'organico del club e forma con Matuidi una coppia ben assortita nel centrocampo francese. Nel corso della stagione, tuttavia, dimostra di avere un carattere incorreggibile e spesso troppo adrenalinico, risultando soggetto a molte ammonizioni (spesso incassate alla fine del primo tempo e che ne hanno limitato fortemente il rendimento nel resto della partita). Il 28 aprile riceve il suo primo cartellino rosso in Francia per doppia ammonizione, la seconda in seguito ad un acceso diverbio con l'arbitro per un fallo contestato, e attirandosi i rimproveri di Ancelotti. In quest'annata Verratti accumula una media di oltre 60 palloni toccati a partita e una percentuale di passaggi riusciti del 90% (secondo solo al 96% dello spagnolo Xavi). A fine stagione vince il campionato nazionale.

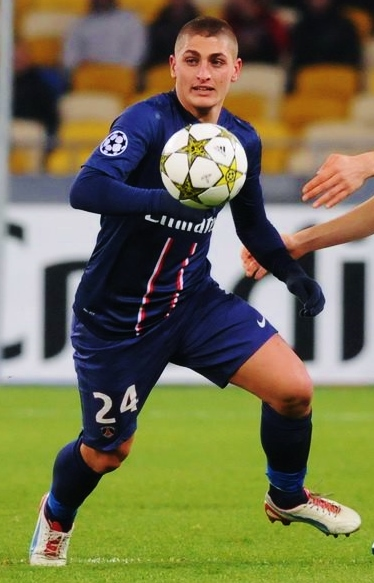
Verratti durante PSG- nel 2012

Inizia la stagione seguente con la conquista della Supercoppa di Francia 2013,, entrando in campo solo nella ripresa. Anche in questa stagione si conferma sui livelli della precedente, diventando una pedina inamovibile della squadra anche sotto la gestione del nuovo allenatore, Laurent Blanc. Gioca con un buon rendimento anche questa stagione, macchiata però da molte ammonizioni e dall'espulsione per doppia ammonizione nella fase a gironi di Champions League, nella quinta giornata contro l'Olympiacos. Conclude la stagione vincendo la Coppa di Lega francese e bissando la vittoria della Ligue 1. A livello personale, invece, viene votato come miglior giovane del campionato francese.
Comincia la stagione 2014-2015 con la vittoria della Supercoppa di Francia 2014. Il 30 settembre 2014 segna il suo primo gol con la maglia del Paris Saint-Germain, nella vittoria di Champions League per 3-2 contro il Barcellona, tornando così a segnare nei club dopo quasi tre anni e mezzo. Il 18 gennaio 2015 realizza la sua prima rete in Ligue 1, nella partita vinta per 4-2 contro l'Thonon Évian al Parco dei Principi. L'11 aprile vince la Coppa di Lega francese contro il Bastia, secondo successo consecutivo in questa competizione. Il 28 aprile apre le marcature dell'incontro casalingo contro il Metz (3-1) che permette alla squadra di Blanc di portarsi a più tre sul Lione a quattro giornate dal termine del campionato che, il 16 maggio, viene conquistato matematicamente grazie alla vittoria esterna per 2-1 sul Montpellier.

##### 2015-2018

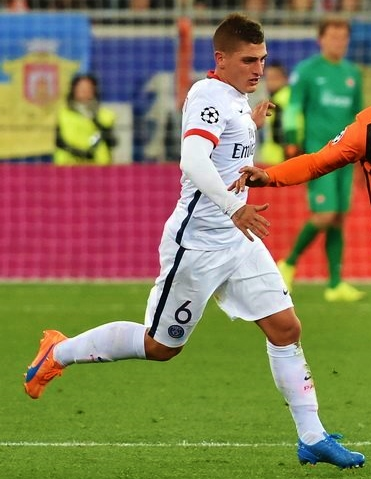
Verratti durante Shakhtar Donetsk-PSG nel 2015

All'inizio della sua quarta stagione con il club cambia numero di maglia, passando dal 24 al 6. Il 1º agosto conquista il primo titolo stagionale, la Supercoppa di Francia 2015 vinta 2-0 contro il Lione. Il 16 dicembre 2015 viene nominato miglior calciatore straniero nella Ligue 1 stagione 2014-2015. A partire da febbraio 2016 una forma di pubalgia lo tiene fermo per 2 mesi, facendogli saltare i quarti di finale di Champions League nei quali il Paris Saint Germain viene eliminato dal Manchester City. Rientra in campo il 23 aprile 2016, nella finale di Coppa di lega vinta 2-1 contro il Lilla allo Stade de France. Il successivo 16 maggio viene tuttavia operato a Doha per risolvere la pubalgia, dovendo perciò rinunciare al finale di stagione e alla partecipazione al campionato d'Europa 2016 con la nazionale.
Torna disponibile all'inizio della stagione 2016-2017, e il nuovo allenatore Unai Emery lo impiega il 6 agosto 2016 nel secondo tempo della partita di Supercoppa di Francia vinta 4-1 contro il Lione. Il 1º aprile vince la Coupe de la Ligue 2016-2017, la quarta consecutiva del Paris Saint-Germain, servendo inoltre l'assist ad Edinson Cavani per il momentaneo 3-1.
Nella stagione 2017-2018 realizza 2 gol nella fase a gironi di Champions League, nelle gare contro Anderlecht e Celtic, ma viene espulso per somma di ammonizioni nella gara di ritorno degli ottavi contro il Real Madrid che elimina il Paris Saint Germain. Soffre nuovamente di problemi fisici nella zona inguinale che lo costringono ad una seconda operazione agli adduttori il 3 maggio 2018, a causa della quale chiude in anticipo la stagione con sole 22 presenze in Ligue 1.

##### 2018-2023
La stagione successiva, sotto la guida del nuovo allenatore Thomas Tuchel, vince la sua sesta supercoppa e il suo sesto campionato francese.
Nella stagione 2019-2020 il campionato viene sospeso il 13 marzo 2020 a causa della pandemia di COVID-19 in Francia. Il successivo 30 aprile, a seguito delle decisioni del Governo, viene annunciata la conclusione anticipata del torneo e l'assegnazione del titolo al Paris Saint-Germain. Verratti vince così il suo settimo campionato francese e il 24 luglio successivo, battendo in finale il Saint-Étienne, conquista la sua settima Coupe de France. Una settimana più tardi vince l'ultima edizione della Coupe de la Ligue contro il Lione ai calci di rigore mettendo a segno il secondo tiro della sequenza per i parigini. Il sesto successo nella competizione gli permette di staccare Cavani e Pastore (fermi a cinque vittorie) divenendo così, a pari merito con Thiago Silva, il giocatore ad aver vinto più volte la competizione. Infine, il 23 agosto, subentra a Paredes nel secondo tempo della finale di Champions League, persa 1-0 contro il Bayern Monaco a Lisbona.

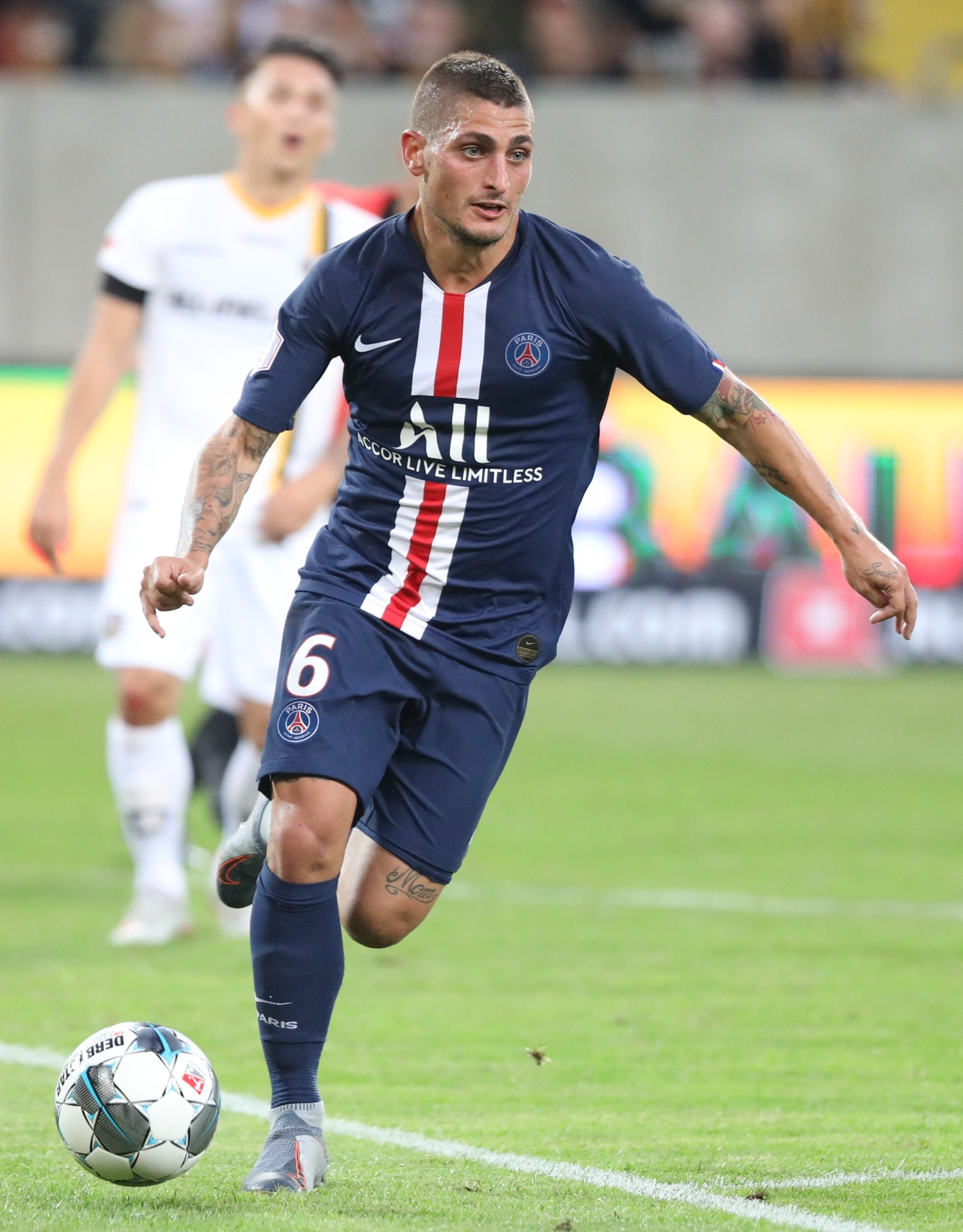
Verratti con il Paris Saint-Germain nel 2019

Nella stagione 2020-2021, il 13 gennaio 2021, vince la sua ottava Supercoppa francese diventando il giocatore più titolato nella competizione e, con 26 trofei vinti, il giocatore più titolato della storia del Paris Saint-Germain. Con l'allenatore Mauricio Pochettino, subentrato a Tuchel a gennaio, il 19 maggio vince la sua sesta Coppa di Francia in finale contro il Monaco divenendo il giocatore ad aver vinto più volte la competizione.
Nella stagione 2021-2022, il centrocampista realizza la sua prima doppietta con il PSG, nella partita di Ligue 1 vinta 4-0 contro il Stade Reims il 23 gennaio 2022. Nonostante la deludente stagione del PSG, terminata con lo stop agli ottavi di finale in Coppa di Francia e Champions League (rispettivamente, per mano di Nizza e Real Madrid) e la sconfitta in Supercoppa francese contro il Lille, Verratti contribuisce alla vittoria della decima Ligue 1 della storia del club parigino, nonché al suo ottavo titolo personale. Ciò gli permette di diventare il calciatore con il maggior numero di campionati francesi vinti della storia.
Nella stagione 2022-2023, con l'allenatore Christophe Galtier, vince nuovamente il titolo francese (il nono per lui in 11 stagioni) mentre il percorso in Champions League si interrompe ancora agli ottavi di finale. Nel dicembre 2022, rinnova ulteriormente il proprio contratto con la società francese, questa volta fino al 2026. Tuttavia, nell'estate 2023, con l'arrivo del nuovo allenatore Luis Enrique, finisce ai margini del progetto tecnico dei parigini. Lascia quindi il Paris Saint-Germain dopo undici stagioni, avendo collezionato 416 presenze e 11 reti in tutte le competizioni e avendo vinto 30 trofei.

#### Esperienze in Qatar
Il 13 settembre 2023, all'età di 30 anni, viene ufficializzato il suo trasferimento all'Al-Arabi, club della Qatar Stars League, per 45 milioni di euro.
Il 7 luglio 2025 da svincolato passa all’Al-Duhail, sempre nel campionato qatariota.

### Nazionale

#### Nazionali giovanili
Colleziona 4 presenze in Under-19 esordendovi il 1º dicembre 2010 nella partita contro la Romania, e successivamente colleziona altre 4 presenze con l'Under-20.
Il 28 febbraio 2012 esordisce con la maglia della nazionale Under-21, giocando titolare nella gara amichevole contro la Francia (1-1) disputata a Cannes. Il 4 giugno viene espulso nella gara contro l'Irlanda (2-2) valida per le qualificazioni all'Europeo. Nel 2013, con il CT Devis Mangia, prende parte all'Europeo Under-21 in Israele, in cui l'Italia giunge seconda, sconfitta in finale 4-2 dalla Spagna. A fine torneo, comunque, viene inserito nella lista dei migliori giocatori della competizione.

#### Nazionale maggiore

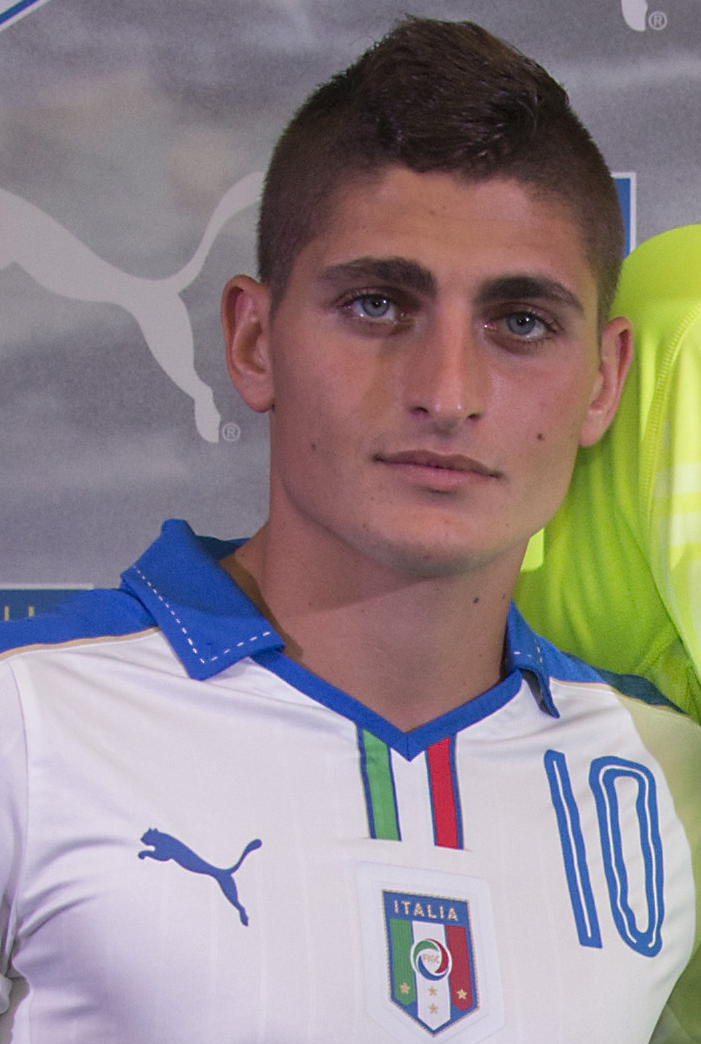
Verratti in nazionale nel 2015

Il 12 maggio 2012 viene inserito da CT Cesare Prandelli nella lista dei 32 giocatori pre-convocati per l'Europeo 2012, ma non viene inserito nella lista definitiva dei 23 convocati per la manifestazione.
Il suo esordio in nazionale avviene il 15 agosto 2012, all'età di 19 anni, entrando nel secondo tempo dell'amichevole Italia-Inghilterra (1-2) disputata a Berna, diventando così il terzo calciatore italiano, dopo Raffaele Costantino (nel 1929) e Massimo Maccarone (nel 2002), ad aver esordito in nazionale senza aver prima giocato nella massima serie del campionato italiano. Realizza il suo primo gol in nazionale il 6 febbraio 2013, alla sua terza presenza, siglando al 91' il gol del definitivo 1-1 nella partita amichevole contro i Paesi Bassi disputata ad Amsterdam.
Viene convocato per il Mondiale 2014 in Brasile. Gioca da titolare nella partita d'esordio contro l'Inghilterra, vinta 2-1, realizzando anche un assist, e gioca dall'inizio anche l'ultima gara della fase a gironi contro l'Uruguay, persa 1-0, che sancisce l'eliminazione della nazionale. La stampa di settore riconosce la sua prestazione come una delle poche degne di nota in un contesto azzurro piuttosto mediocre.
Con il nuovo CT Antonio Conte disputa cinque partite di qualificazione a Euro 2016. Ad inizio 2016, vince il premio Pallone Azzurro 2015 che viene assegnato al migliore giocatore della nazionale italiana, piazzandosi davanti a Buffon e Candreva. Una forma di pubalgia lo tiene fermo a lungo nella stagione 2015-2016 e infine non gli consente di partecipare all'Europeo.
Il 1º settembre 2016 fa il suo ritorno in nazionale a distanza di quasi un anno, sotto la gestione del CT Gian Piero Ventura, entrando nel corso del secondo tempo dell'amichevole persa contro la Francia (1-3) a Bari. Viene impiegato in sette partite delle qualificazioni al Mondiale 2018, compresa la partita di andata del play-off persa 1-0 contro la Svezia, ma salta per squalifica la partita di ritorno nella quale l'Italia viene eliminata.

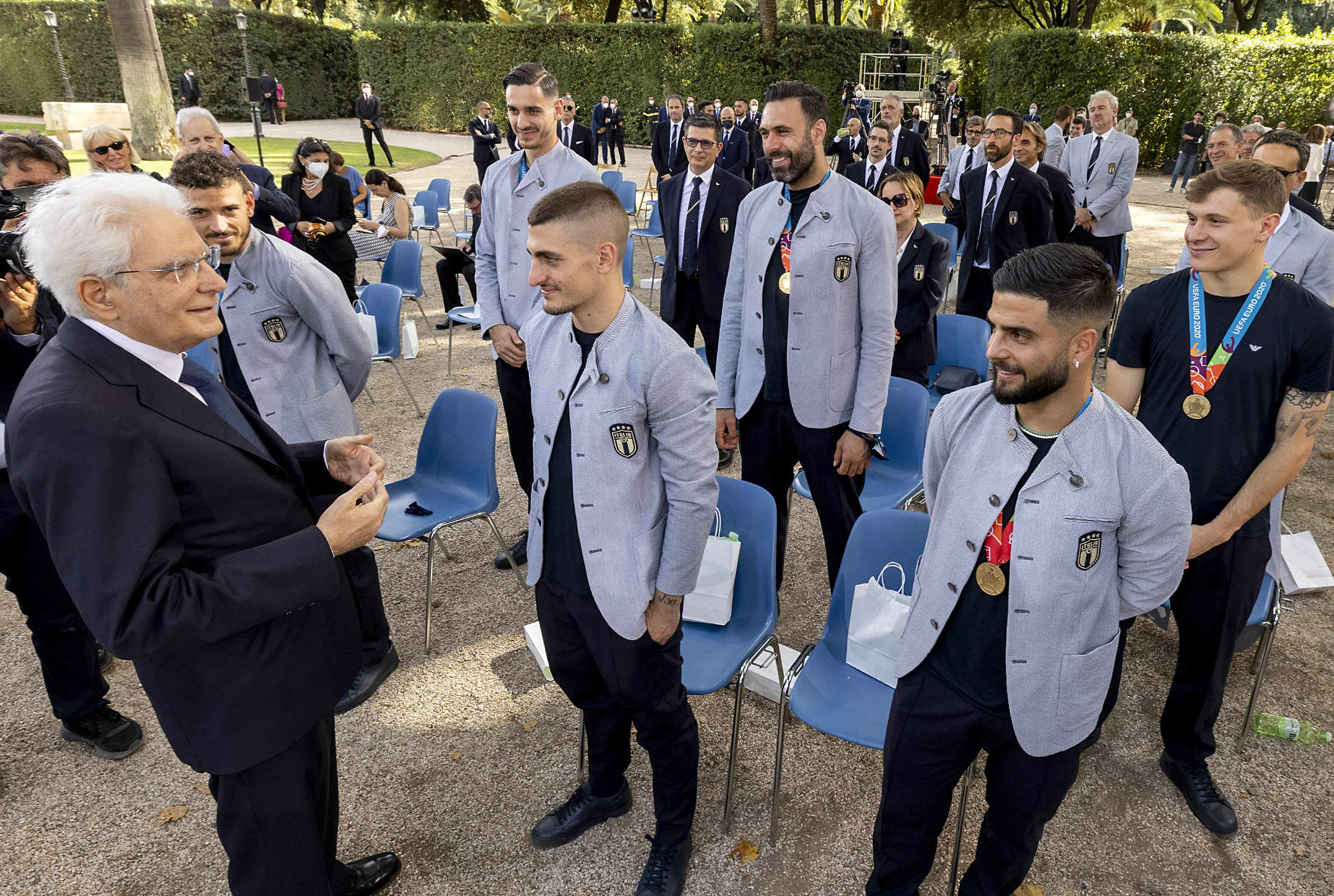
Verratti (al centro in prima fila) e gli altri azzurri ricevuti ai giardini del Palazzo del Quirinale dal presidente italiano Mattarella dopo il vittorioso.

Ritrova un ruolo centrale nel nuovo ciclo avviato dal CT Roberto Mancini, e il 26 marzo 2019 realizza il suo secondo gol in nazionale (a 6 anni di distanza dal primo) nella partita valida per le qualificazioni all'Europeo 2020 vinta 6-0 contro il Liechtenstein. Il 15 ottobre 2019 scende in campo per la prima volta con la fascia da capitano, nella partita vinta 5-0 in trasferta contro il Liechtenstein a Vaduz.
Anche se reduce da un infortunio al ginocchio, viene convocato per la fase finale del campionato d'Europa 2020, posticipato all'estate del 2021 a causa della pandemia di Covid-19. Fa il suo esordio nel torneo nella terza partita della fase a gironi, vinta 1-0 contro il Galles, giocando titolare e fornendo l'assist per il gol decisivo di Pessina. Viene poi schierato titolare nelle successive partite a eliminazione diretta, diventando campione d'Europa al termine della finale dell'11 luglio a Wembley vinta ai rigori contro l'Inghilterra.
Il successivo 30 settembre viene inserito tra i 23 convocati per la fase finale della UEFA Nations League 2020-2021, dove l'Italia ottiene il terzo posto. Il 24 marzo 2022 scende in campo nella partita di semifinale degli spareggi per la qualificazione al campionato del mondo 2022, persa 1-0 contro la Macedonia del Nord a Palermo, che sancisce l'eliminazione dell'Italia.
Nel giugno 2023 viene inserito, per la seconda edizione consecutiva, nella lista dei convocati per la fase finale della Nations League, che l'Italia chiude al terzo posto. In seguito, dopo il suo trasferimento nel campionato qatariota, non viene più convocato dal nuovo CT Luciano Spalletti ed esce dal giro azzurro chiudendo con un bilancio di 55 presenze e 3 gol.

## Statistiche

### Presenze e reti nei club
Statistiche aggiornate all'11 aprile 2025.
| Stagione                   | Squadra                    | Campionato                 | Campionato | Campionato | Coppe nazionali | Coppe nazionali | Coppe nazionali | Coppe continentali | Coppe continentali | Coppe continentali | Altre coppe | Altre coppe | Altre coppe | Totale | Totale |
| Stagione                   | Squadra                    | Comp                       | Pres       | Reti       | Comp            | Pres            | Reti            | Comp               | Pres               | Reti               | Comp        | Pres        | Reti        | Pres   | Reti   |
| -------------------------- | -------------------------- | -------------------------- | ---------- | ---------- | --------------- | --------------- | --------------- | ------------------ | ------------------ | ------------------ | ----------- | ----------- | ----------- | ------ | ------ |
| 2008-2009                  | Pescara                    | 1D                         | 7          | 0          | CI+CI-LP        | 2+1             | 0               | -                  | -                  | -                  | -           | -           | -           | 10     | 0      |
| 2009-2010                  | Pescara                    | 1D                         | 8          | 1          | CI-LP           | 5               | 1               | -                  | -                  | -                  | -           | -           | -           | 13     | 2      |
| 2010-2011                  | Pescara                    | B                          | 28         | 1          | CI              | 1               | 0               | -                  | -                  | -                  | -           | -           | -           | 29     | 1      |
| 2011-2012                  | Pescara                    | B                          | 31         | 0          | CI              | 1               | 0               | -                  | -                  | -                  | -           | -           | -           | 32     | 0      |
| Totale Pescara             | Totale Pescara             | Totale Pescara             | 74         | 2          |                 | 10              | 1               |                    | -                  | -                  |             | -           | -           | 84     | 3      |
| 2012-2013                  | Paris Saint-Germain        | L1                         | 27         | 0          | CF+CdL          | 3+0             | 0               | UCL                | 9                  | 0                  | -           | -           | -           | 39     | 0      |
| 2013-2014                  | Paris Saint-Germain        | L1                         | 29         | 0          | CF+CdL          | 1+4             | 0               | UCL                | 8                  | 0                  | SF          | 1           | 0           | 43     | 0      |
| 2014-2015                  | Paris Saint-Germain        | L1                         | 32         | 2          | CF+CdL          | 6+3             | 0               | UCL                | 7                  | 1                  | SF          | 1           | 0           | 49     | 3      |
| 2015-2016                  | Paris Saint-Germain        | L1                         | 18         | 0          | CF+CdL          | 1+3             | 0               | UCL                | 5                  | 0                  | SF          | 1           | 0           | 28     | 0      |
| 2016-2017                  | Paris Saint-Germain        | L1                         | 28         | 3          | CF+CdL          | 3+4             | 0               | UCL                | 7                  | 0                  | SF          | 1           | 0           | 43     | 3      |
| 2017-2018                  | Paris Saint-Germain        | L1                         | 22         | 0          | CF+CdL          | 3+4             | 0               | UCL                | 8                  | 2                  | SF          | 1           | 0           | 38     | 2      |
| 2018-2019                  | Paris Saint-Germain        | L1                         | 26         | 0          | CF+CdL          | 3+1             | 1+0             | UCL                | 7                  | 0                  | SF          | 1           | 0           | 38     | 1      |
| 2019-2020                  | Paris Saint-Germain        | L1                         | 20         | 0          | CF+CdL          | 3+4             | 0               | UCL                | 9                  | 0                  | SF          | 1           | 0           | 37     | 0      |
| 2020-2021                  | Paris Saint-Germain        | L1                         | 21         | 0          | CF              | 2               | 0               | UCL                | 7                  | 0                  | SF          | 1           | 0           | 31     | 0      |
| 2021-2022                  | Paris Saint-Germain        | L1                         | 24         | 2          | CF              | 3               | 0               | UCL                | 5                  | 0                  | SF          | 0           | 0           | 32     | 2      |
| 2022-2023                  | Paris Saint-Germain        | L1                         | 29         | 0          | CF              | 1               | 0               | UCL                | 7                  | 0                  | SF          | 1           | 0           | 38     | 0      |
| Totale Paris Saint-Germain | Totale Paris Saint-Germain | Totale Paris Saint-Germain | 276        | 7          |                 | 52              | 1               |                    | 79                 | 3                  |             | 9           | 0           | 416    | 11     |
| 2023-2024                  | Al-Arabi                   | QSL                        | 17         | 0          | QSC+EQC         | 2+2             | 0               | ACL                | -                  | -                  | CQ          | 0           | 0           | 21     | 0      |
| 2024-2025                  | Al-Arabi                   | QSL                        | 16         | 4          | QSC+EQC         | 3+0             | 0+0             | -                  | -                  | -                  | GCL         | 1           | 1           | 20     | 5      |
| Totale Al Arabi            | Totale Al Arabi            | Totale Al Arabi            | 33         | 4          |                 | 7               | 0               |                    | -                  | -                  |             | 1           | 1           | 41     | 5      |
| Totale carriera            | Totale carriera            | Totale carriera            | 383        | 13         |                 | 69              | 2               |                    | 79                 | 3                  |             | 10          | 1           | 541    | 19     |

### Cronologia presenze e reti in nazionale
| Cronologia completa delle presenze e delle reti in nazionale ― Italia | Cronologia completa delle presenze e delle reti in nazionale ― Italia | Cronologia completa delle presenze e delle reti in nazionale ― Italia | Cronologia completa delle presenze e delle reti in nazionale ― Italia | Cronologia completa delle presenze e delle reti in nazionale ― Italia | Cronologia completa delle presenze e delle reti in nazionale ― Italia | Cronologia completa delle presenze e delle reti in nazionale ― Italia | Cronologia completa delle presenze e delle reti in nazionale ― Italia |
| Data                                                                  | Città                                                                 | In casa                                                               | Risultato                                                             | Ospiti                                                                | Competizione                                                          | Reti                                                                  | Note                                                                  |
| --------------------------------------------------------------------- | --------------------------------------------------------------------- | --------------------------------------------------------------------- | --------------------------------------------------------------------- | --------------------------------------------------------------------- | --------------------------------------------------------------------- | --------------------------------------------------------------------- | --------------------------------------------------------------------- |
| 15-8-2012                                                             | Berna                                                                 | Italia                                                                | 1 – 2                                                                 | Inghilterra                                                           | Amichevole                                                            | -                                                                     | 59’                                                                   |
| 14-11-2012                                                            | Parma                                                                 | Italia                                                                | 1 – 2                                                                 | Francia                                                               | Amichevole                                                            | -                                                                     | 50’                                                                   |
| 6-2-2013                                                              | Amsterdam                                                             | Paesi Bassi                                                           | 1 – 1                                                                 | Italia                                                                | Amichevole                                                            | 1                                                                     | 61’                                                                   |
| 14-8-2013                                                             | Roma                                                                  | Italia                                                                | 1 – 2                                                                 | Argentina                                                             | Amichevole                                                            | -                                                                     |                                                                       |
| 31-5-2014                                                             | Londra                                                                | Italia                                                                | 0 – 0                                                                 | Irlanda                                                               | Amichevole                                                            | -                                                                     |                                                                       |
| 4-6-2014                                                              | Perugia                                                               | Italia                                                                | 1 – 1                                                                 | Lussemburgo                                                           | Amichevole                                                            | -                                                                     | 55’                                                                   |
| 14-6-2014                                                             | Manaus                                                                | Inghilterra                                                           | 1 – 2                                                                 | Italia                                                                | Mondiali 2014 - 1º turno                                              | -                                                                     | 57’                                                                   |
| 24-6-2014                                                             | Natal                                                                 | Italia                                                                | 0 – 1                                                                 | Uruguay                                                               | Mondiali 2014 - 1º turno                                              | -                                                                     | 75’                                                                   |
| 4-9-2014                                                              | Bari                                                                  | Italia                                                                | 2 – 0                                                                 | Paesi Bassi                                                           | Amichevole                                                            | -                                                                     | 63’ 74’                                                               |
| 13-10-2014                                                            | Ta' Qali                                                              | Malta                                                                 | 0 – 1                                                                 | Italia                                                                | Qual. Euro 2016                                                       | -                                                                     |                                                                       |
| 28-3-2015                                                             | Sofia                                                                 | Bulgaria                                                              | 2 – 2                                                                 | Italia                                                                | Qual. Euro 2016                                                       | -                                                                     |                                                                       |
| 31-3-2015                                                             | Torino                                                                | Italia                                                                | 1 – 1                                                                 | Inghilterra                                                           | Amichevole                                                            | -                                                                     | 68’                                                                   |
| 3-9-2015                                                              | Firenze                                                               | Italia                                                                | 1 – 0                                                                 | Malta                                                                 | Qual. Euro 2016                                                       | -                                                                     | 78’                                                                   |
| 6-9-2015                                                              | Palermo                                                               | Italia                                                                | 1 – 0                                                                 | Bulgaria                                                              | Qual. Euro 2016                                                       | -                                                                     |                                                                       |
| 10-10-2015                                                            | Baku                                                                  | Azerbaigian                                                           | 1 – 3                                                                 | Italia                                                                | Qual. Euro 2016                                                       | -                                                                     |                                                                       |
| 1-9-2016                                                              | Bari                                                                  | Italia                                                                | 1 – 3                                                                 | Francia                                                               | Amichevole                                                            | -                                                                     | 66’                                                                   |
| 5-9-2016                                                              | Haifa                                                                 | Israele                                                               | 1 – 3                                                                 | Italia                                                                | Qual. Mondiali 2018                                                   | -                                                                     |                                                                       |
| 9-10-2016                                                             | Skopje                                                                | Macedonia                                                             | 2 – 3                                                                 | Italia                                                                | Qual. Mondiali 2018                                                   | -                                                                     |                                                                       |
| 12-11-2016                                                            | Vaduz                                                                 | Liechtenstein                                                         | 0 – 4                                                                 | Italia                                                                | Qual. Mondiali 2018                                                   | -                                                                     |                                                                       |
| 24-3-2017                                                             | Palermo                                                               | Italia                                                                | 2 – 0                                                                 | Albania                                                               | Qual. Mondiali 2018                                                   | -                                                                     |                                                                       |
| 28-3-2017                                                             | Amsterdam                                                             | Paesi Bassi                                                           | 1 – 2                                                                 | Italia                                                                | Amichevole                                                            | -                                                                     | 90+1’                                                                 |
| 2-9-2017                                                              | Madrid                                                                | Spagna                                                                | 3 – 0                                                                 | Italia                                                                | Qual. Mondiali 2018                                                   | -                                                                     | 4’                                                                    |
| 5-9-2017                                                              | Reggio Emilia                                                         | Italia                                                                | 1 – 0                                                                 | Israele                                                               | Qual. Mondiali 2018                                                   | -                                                                     | 89’                                                                   |
| 10-11-2017                                                            | Solna                                                                 | Svezia                                                                | 1 – 0                                                                 | Italia                                                                | Qual. Mondiali 2018                                                   | -                                                                     | 29’ 76’                                                               |
| 23-3-2018                                                             | Manchester                                                            | Italia                                                                | 0 – 2                                                                 | Argentina                                                             | Amichevole                                                            | -                                                                     | 72’                                                                   |
| 10-10-2018                                                            | Genova                                                                | Italia                                                                | 1 – 1                                                                 | Ucraina                                                               | Amichevole                                                            | -                                                                     | 51’ 70’                                                               |
| 14-10-2018                                                            | Chorzów                                                               | Polonia                                                               | 0 – 1                                                                 | Italia                                                                | UEFA Nations League 2018-2019 - 1º turno                              | -                                                                     |                                                                       |
| 17-11-2018                                                            | Milano                                                                | Italia                                                                | 0 – 0                                                                 | Portogallo                                                            | UEFA Nations League 2018-2019 - 1º turno                              | -                                                                     | 81’                                                                   |
| 20-11-2018                                                            | Genk                                                                  | Italia                                                                | 1 – 0                                                                 | Stati Uniti                                                           | Amichevole                                                            | -                                                                     |                                                                       |
| 23-3-2019                                                             | Udine                                                                 | Italia                                                                | 2 – 0                                                                 | Finlandia                                                             | Qual. Euro 2020                                                       | -                                                                     | 63’ 85’                                                               |
| 26-3-2019                                                             | Parma                                                                 | Italia                                                                | 6 – 0                                                                 | Liechtenstein                                                         | Qual. Euro 2020                                                       | 1                                                                     |                                                                       |
| 8-6-2019                                                              | Atene                                                                 | Grecia                                                                | 0 – 3                                                                 | Italia                                                                | Qual. Euro 2020                                                       | -                                                                     | 43’ 81’                                                               |
| 11-6-2019                                                             | Torino                                                                | Italia                                                                | 2 – 1                                                                 | Bosnia ed Erzegovina                                                  | Qual. Euro 2020                                                       | 1                                                                     |                                                                       |
| 5-9-2019                                                              | Erevan                                                                | Armenia                                                               | 1 – 3                                                                 | Italia                                                                | Qual. Euro 2020                                                       | -                                                                     | 27’                                                                   |
| 12-10-2019                                                            | Roma                                                                  | Italia                                                                | 2 – 0                                                                 | Grecia                                                                | Qual. Euro 2020                                                       | -                                                                     |                                                                       |
| 15-10-2019                                                            | Vaduz                                                                 | Liechtenstein                                                         | 0 – 5                                                                 | Italia                                                                | Qual. Euro 2020                                                       | -                                                                     | Cap.                                                                  |
| 11-10-2020                                                            | Danzica                                                               | Polonia                                                               | 0 – 0                                                                 | Italia                                                                | UEFA Nations League 2020-2021 - 1º turno                              | -                                                                     |                                                                       |
| 14-10-2020                                                            | Bergamo                                                               | Italia                                                                | 1 – 1                                                                 | Paesi Bassi                                                           | UEFA Nations League 2020-2021 - 1º turno                              | -                                                                     | 23’ 56’                                                               |
| 25-3-2021                                                             | Parma                                                                 | Italia                                                                | 2 – 0                                                                 | Irlanda del Nord                                                      | Qual. Mondiali 2022                                                   | -                                                                     | 76’                                                                   |
| 28-3-2021                                                             | Sofia                                                                 | Bulgaria                                                              | 0 – 2                                                                 | Italia                                                                | Qual. Mondiali 2022                                                   | -                                                                     | 87’                                                                   |
| 20-6-2021                                                             | Roma                                                                  | Italia                                                                | 1 – 0                                                                 | Galles                                                                | Euro 2020 - 1º turno                                                  | -                                                                     |                                                                       |
| 26-6-2021                                                             | Londra                                                                | Italia                                                                | 2 – 1 dts                                                             | Austria                                                               | Euro 2020 - Ottavi di finale                                          | -                                                                     | 67’                                                                   |
| 2-7-2021                                                              | Monaco di Baviera                                                     | Belgio                                                                | 1 – 2                                                                 | Italia                                                                | Euro 2020 - Quarti di finale                                          | -                                                                     | 20’ 74’                                                               |
| 6-7-2021                                                              | Londra                                                                | Italia                                                                | 1 – 1 dts (4 – 2 dtr)                                                 | Spagna                                                                | Euro 2020 - Semifinale                                                | -                                                                     | 74’                                                                   |
| 11-7-2021                                                             | Londra                                                                | Italia                                                                | 1 – 1 dts (3 – 2 dtr)                                                 | Inghilterra                                                           | Euro 2020 - Finale                                                    | -                                                                     | 96’                                                                   |
| 2-9-2021                                                              | Firenze                                                               | Italia                                                                | 1 – 1                                                                 | Bulgaria                                                              | Qual. Mondiali 2022                                                   | -                                                                     |                                                                       |
| 5-9-2021                                                              | Basilea                                                               | Svizzera                                                              | 0 – 0                                                                 | Italia                                                                | Qual. Mondiali 2022                                                   | -                                                                     | 77’                                                                   |
| 6-10-2021                                                             | Milano                                                                | Italia                                                                | 1 – 2                                                                 | Spagna                                                                | UEFA Nations League 2020-2021 - Semifinale                            | -                                                                     | 58’                                                                   |
| 24-3-2022                                                             | Palermo                                                               | Italia                                                                | 0 – 1                                                                 | Macedonia del Nord                                                    | Qual. Mondiali 2022                                                   | -                                                                     |                                                                       |
| 16-11-2022                                                            | Tirana                                                                | Albania                                                               | 1 – 3                                                                 | Italia                                                                | Amichevole                                                            | -                                                                     | 61’ 90’                                                               |
| 20-11-2022                                                            | Vienna                                                                | Austria                                                               | 2 – 0                                                                 | Italia                                                                | Amichevole                                                            | -                                                                     |                                                                       |
| 23-3-2023                                                             | Napoli                                                                | Italia                                                                | 1 – 2                                                                 | Inghilterra                                                           | Qual. Euro 2024                                                       | -                                                                     | Cap. 88’                                                              |
| 26-3-2023                                                             | Ta' Qali                                                              | Malta                                                                 | 0 – 2                                                                 | Italia                                                                | Qual. Euro 2024                                                       | -                                                                     | 67’                                                                   |
| 15-6-2023                                                             | Enschede                                                              | Spagna                                                                | 2 – 1                                                                 | Italia                                                                | UEFA Nations League 2022-2023 - Semifinale                            | -                                                                     | 76’                                                                   |
| 18-6-2023                                                             | Enschede                                                              | Paesi Bassi                                                           | 2 – 3                                                                 | Italia                                                                | UEFA Nations League 2022-2023 - Finale 3º posto                       | -                                                                     | 85’                                                                   |
| Totale                                                                |                                                                       | Presenze                                                              | 55                                                                    |                                                                       | Reti                                                                  | 3                                                                     |                                                                       |

| Cronologia completa delle presenze e delle reti in nazionale ― Italia under 21 | Cronologia completa delle presenze e delle reti in nazionale ― Italia under 21 | Cronologia completa delle presenze e delle reti in nazionale ― Italia under 21 | Cronologia completa delle presenze e delle reti in nazionale ― Italia under 21 | Cronologia completa delle presenze e delle reti in nazionale ― Italia under 21 | Cronologia completa delle presenze e delle reti in nazionale ― Italia under 21 | Cronologia completa delle presenze e delle reti in nazionale ― Italia under 21 | Cronologia completa delle presenze e delle reti in nazionale ― Italia under 21 |
| Data                                                                           | Città                                                                          | In casa                                                                        | Risultato                                                                      | Ospiti                                                                         | Competizione                                                                   | Reti                                                                           | Note                                                                           |
| ------------------------------------------------------------------------------ | ------------------------------------------------------------------------------ | ------------------------------------------------------------------------------ | ------------------------------------------------------------------------------ | ------------------------------------------------------------------------------ | ------------------------------------------------------------------------------ | ------------------------------------------------------------------------------ | ------------------------------------------------------------------------------ |
| 28-2-2012                                                                      | Cannes                                                                         | Francia under 21                                                               | 1 – 1                                                                          | Italia under 21                                                                | Amichevole                                                                     | -                                                                              |                                                                                |
| 25-4-2012                                                                      | Edimburgo                                                                      | Scozia under 21                                                                | 1 – 4                                                                          | Italia under 21                                                                | Amichevole                                                                     | -                                                                              |                                                                                |
| 4-6-2012                                                                       | Sligo                                                                          | Irlanda under 21                                                               | 2 – 2                                                                          | Italia under 21                                                                | Qual. Europeo Under-21 2013                                                    | -                                                                              |                                                                                |
| 5-6-2013                                                                       | Tel Aviv                                                                       | Inghilterra under 21                                                           | 0 – 1                                                                          | Italia under 21                                                                | Europeo Under-21 2013 - 1º turno                                               | -                                                                              |                                                                                |
| 8-6-2013                                                                       | Tel Aviv                                                                       | Italia under 21                                                                | 4 – 0                                                                          | Israele under 21                                                               | Europeo Under-21 2013 - 1º turno                                               | -                                                                              | 60’ 70’                                                                        |
| 15-6-2013                                                                      | Petah Tiqwa                                                                    | Italia under 21                                                                | 1 – 0                                                                          | Paesi Bassi under 21                                                           | Europeo Under-21 2013 - Semifinale                                             | -                                                                              | 16’                                                                            |
| 19-6-2013                                                                      | Gerusalemme                                                                    | Italia under 21                                                                | 2 – 4                                                                          | Spagna under 21                                                                | Europeo Under-21 2013 - Finale                                                 | -                                                                              | 22’ 78’                                                                        |
| Totale                                                                         |                                                                                | Presenze                                                                       | 7                                                                              |                                                                                | Reti                                                                           | 0                                                                              |                                                                                |

### Record
- Calciatore con il maggior numero di Coppe di Lega francesi vinte (6) (a pari merito con Marquinhos e Thiago Silva).[6][112][113]
- Calciatore con il maggior numero di presenze nella Supercoppa francese (9).[8][9]
- Calciatore con il maggior numero di Supercoppe francesi vinte (9).[6][8]

## Palmarès

### Club
- Campionato italiano di Serie B: 1

Pescara: 2011-2012
- Campionato francese: 9

Paris Saint-Germain: 2012-2013, 2013-2014, 2014-2015, 2015-2016, 2017-2018, 2018-2019, 2019-2020, 2021-2022, 2022-2023
- Supercoppa francese: 9

Paris Saint-Germain: 2013, 2014, 2015, 2016, 2017, 2018, 2019, 2020, 2022
- Coppa di Lega francese: 6 (record condiviso con Thiago Silva e Marquinhos)

Paris Saint-Germain: 2013-2014, 2014-2015, 2015-2016, 2016-2017, 2017-2018, 2019-2020
- Coppa di Francia: 6

Paris Saint-Germain: 2014-2015, 2015-2016, 2016-2017, 2017-2018, 2019-2020, 2020-2021
- Qatar-UAE Super Cup: 1

Al-Arabi: 2023-2024

### Nazionale
- Campionato d'Europa: 1

Europa 2020

### Individuale
- Trofeo Bravo: 1

2012
- Gran Galà del calcio AIC: 1

Miglior giocatore della Serie B: 2012
- Trophées UNFP du football: 8

Squadra ideale della Ligue 1: 2013, 2014, 2015, 2016, 2017, 2018, 2019
Miglior giovane della Ligue 1: 2014
- Selezione UEFA dell'Europeo Under-21: 1

Israele 2013
- Pallone Azzurro: 1

2015